# Santa Cruzöarna

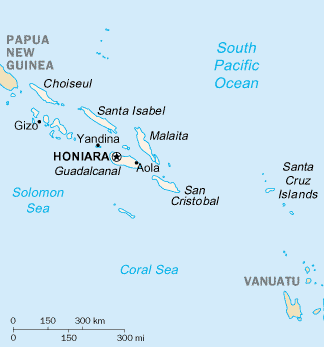
Översiktskarta.

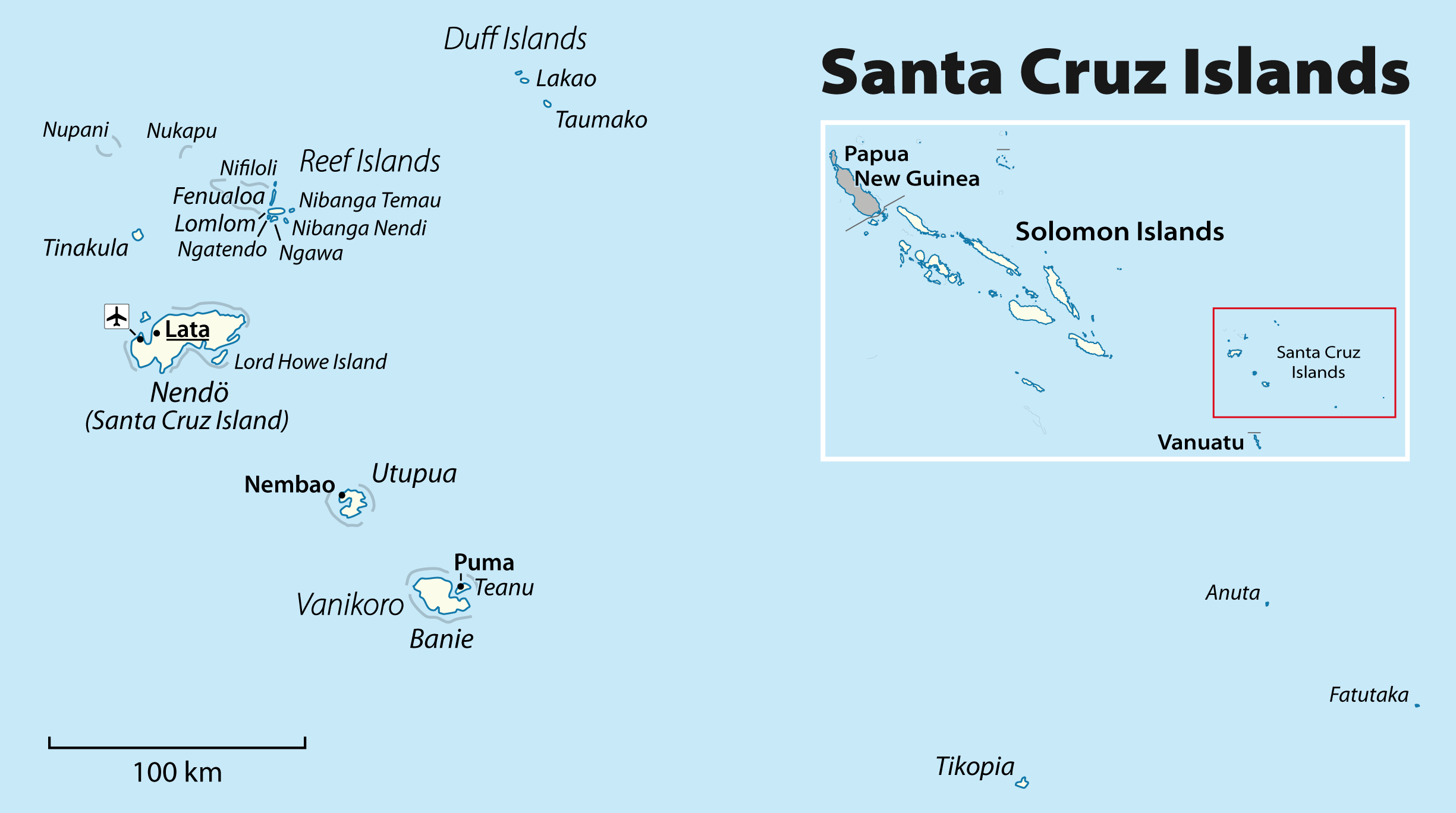
Santa Cruzöarna.

Santa Cruzöarna (engelska: Santa Cruz Islands) är en ögrupp som tillhör Salomonöarna i västra Stilla havet.

## Historia
Santa Cruzöarna upptäcktes av spanske kaptenen Alvaro de Mendaña den 18 april 1595. Han avled året efter på ön Nendo.
1788 förliste den franske sjöfararen Jean-François de La Pérouse fartyg "Astrolabe" under dennes världsomsegling utanför Vanikoro. 1828 fann Jules Dumont d’Urville under sin världsomsegling delar av vraket.
1898 blev Santa Cruzöarna tillsammans med Rennellöarna och Bellonaöarna annekterade av Storbritannien. Förutom en kort period under andra världskriget då även ett stort sjöslag ägde rum kring Santa Cruzöarna år 1942, förblev området brittiskt tills Salomonöarna blev en självständig nation 1978.

## Geografi
Santa Cruzöarna utgör större delen Temotuprovinsen och ligger cirka 400 km sydöst om Salomonöarna och strax norr om Vanuatu. Geografiskt ligger öarna i Melanesien.
Ögruppen har en area om cirka 747 km² fördelad på de större öarna
- Nendo, huvudön, cirka 505 km²
- Tikopia, cirka 5 km²
- Utupua, cirka 69 km²
- Vanikoro, cirka 173 km²
- samt en rad mindre öar, bland andra Anuta, Duff Islands, Fatutaka, Malo, Nibanga och Reef Islands.

Huvudorten ligger på Nendos nordvästra del och heter Lata med cirka 550 invånare och högsta höjden är cirka 925 m ö.h. och finns på Vanikoro.